# سبب
السبب (الجمع: أَسْبَاب) مصطلح يختلف من مجال إلى مجال، وتتناول هذه المقالة معناه ما يلي:

## السبب في اللغة العربية
السبب في اللغة: كل شيء يُتَوصَّل به إلى غيره، وجمعه أسباب.
قال زهير بن أبي سُلمى (ت627م):
والسبب: الحبل، ومنه قول الله تعالى: ﴿مَنْ كَانَ يَظُنُّ أَنْ لَنْ يَنصُرَهُ اللَّهُ فِي الدُّنْيَا وَالآخِرَةِ فَلْيَمْدُدْ بِسَبَبٍ إِلَى السَّمَاءِ ثُمَّ لِيَقْطَعْ فَلْيَنظُرْ هَلْ يُذْهِبَنَّ كَيْدُهُ مَا يَغِيظُ﴾ -الحج: 15- أي: فليمدد حبلاً في سقف السماء. وفي الحديث: «وَإِنَّ الأَنْسَابَ يَوْمَ الْقِيَامَةِ تَنْقَطِعُ غَيْرَ نَسَبِي وَسَبَبِي» فالسبب بالزواج والنسب بالولادة.

## السبب في الفقه الإسلامي
عرفه علماء الأصول في الفقه الإسلامي بـ: أنه الوصف الظاهر المنضبط الذي دل الدليل السمعي على كونه مُعَرِّفاً لحكمٍ شرعي. وكونه منضبطاً أي محدداً لا يتغير، ويرتبط وجود المُسَبَّبِ بوجوده وعدمه، وبالتالي السبب عند الأصوليين يشمل جميع أبواب الفقه من عبادات وعقوبات ومعاملات، ولذا قيل عن عقود التمليك أنها من الأسباب الشرعية التي تتيح أخذ مال الغير. وقد جاء في المادة: (97) من مجلة الأحكام العدلية: «لا يجوز لأحدِ أن يأخذ مال أحدِ بلا سبب شرعي»

## السبب في القانون
أما عند القانونيين، فهناك عدة تعريفات للسبب بصورة عامة (كنظرية) فمن التعريفات: أن السبب تبرير لوجود الإرادة وركنُ ضروري لحمايتها وحماية المجتمع".
وعرَّفه السنهوري (ت1971م) بأنه:«الغرض المباشر الذي يقصد الملتزم الوصول إليه من جراء التزامه». فقد اعتبر السنهوري أن للسبب صلة وثيقة بالإرادة، ولا يتصور وجود إرادة لا تتجه إلى السبب إلا إذا صدرت من غير وعي.
ومهما اختلفت التعريفات وكثرت فهي تصب في معنىً واحد وهو أن السبب هو الدافع الذي يدفع الإرادة إلى التصرف وتحقيق الأغراض المنشودة من خلال إنشاء الالتزام.